# Lijst van burgemeesters van Zevender
Dit is een lijst van burgemeesters van de voormalige Nederlandse gemeente Zevender tot die gemeente in 1857 samen met Cabauw opging in de gemeente Willige Langerak.
| Ambtsperiode | Naam burgemeester                     | Partij of stroming | Bijzonderheden |
| ------------ | ------------------------------------- | ------------------ | --- |
| 18?? - 1835? | Mattheus (M.) Lagerwerff              |                    | tevens tijdens (deel van?) deze periode burgemeester van Cabauw en Willige Langerak                                                        |
| 1835 - 1850? | Gabriel Leonard van Oosten Slingeland |                    | tevens burgemeester van Cabauw (1835-1850?)                                                                                                |
| 1850 - 1857  | Sebastiaan Ignatius van Nooten        |                    | tevens burgemeester van Lopik (1848-1878), Cabauw (1850-1857), Willige Langerak (1849-1857), Hoenkoop (1850-1852) en Jaarsveld (1852-1878) |